# Peltonychia leprieurii
Peltonychia leprieurii is een hooiwagen uit de familie Travuniidae.